# Extreme FC
Der Extreme Football Club ist ein malawischer Fußballverein aus Mchinji. Aktuell (Stand Dezember 2024) spielt der Verein in der zweiten Liga, der Regional League Malawi.

## Stadion
Der Verein trägt seine Heimspiele im CIVO Stadium in Lilongwe aus. Das Stadion hat ein Fassungsvermögen von 25.000 Personen.